# David Barrier
Pour les articles homonymes, voir Barrier.
Pas d'image ? Cliquez ici

a Compétitions nationales et continentales officielles uniquement.

b Matchs officiels uniquement.
Dernière mise à jour le 7 février 2024.
David Barrier (né le 14 avril 1975 à Montluçon, dans l'Allier) est un ancien joueur français de rugby à XV qui évoluait au poste de deuxième ligne (1,95 m pour 115 kg).

## Biographie
David Barrier né le 14 avril 1975 dans l'Allier, issu d'une famille de rugbymen corréziens, il commence le rugby à Commentry dans la catégorie cadet à l'âge de 15 ans, puis rejoint le Stade montluçonnais 2 ans plus tard. Alors qu'il n'est encore que junior, il est surclassé en 2e division puis repéré au niveau national. Il rejoint le club de la capitale auvergnate (l'AS Montferrand) en 1995 où il côtoie des joueurs comme Philippe Saint-André, Olivier Merle et consorts. David sera pensionnaire du bataillon de Joinville (Équipe de France Militaire) durant la saison 1996-1997, puis intégrera l'équipe de France des - 21 ans l'année suivante.
Après sept saisons passées sous le maillot Jaune et Bleu, dont la dernière année en tant que capitaine des jaunards, il décide de rejoindre le club de Castres pour une période de trois ans. Dès la première saison, on lui confiera le capitanat pour redresser une équipe mal en point, et en reconstruction autour de l'entraineur Christophe Urios. Il gagnera deux titres avec le club tarnais.
Il rentre finalement en Auvergne en 2005 pour terminer sa carrière de joueur et prendra sa retraite sportive à l'issue de la saison 2006-2007, après une troisième finale perdue contre le Stade Français entrainé par Vern Cotter.
David Barrier était réputé pour être un joueur extrêmement rugueux, besogneux mais loyal. Très souvent à la limite de la règle, il sera toujours respecté de ses coéquipiers et de ses adversaires. Avec plus 250 matchs de Top 14 et plus de 50 matchs de Hcup, il fut une pièce maitresse des équipes dans lesquelles il a évolué.
Aujourd'hui chef d'entreprise, il a quitté le milieu du rugby pour se consacrer à ses affaires.

## Palmarès
- Finaliste du Championnat de France en 1999, 2001 et 2007 avec Clermont.
- Vainqueur du Challenge européen en 1999 et 2007 avec Clermont.

- Vainqueur du Bouclier européen en 2003 avec Castres.
- Vainqueur du Challenge Sud Radio en 2003 avec Castres.

### En équipe nationale
- Équipe de France Militaire
- Équipe de France A